# Aeroport Internacional de Newark Liberty
L'Aeroport Internacional de Newark Liberty (codi IATA: EWR, codi OACI: KEWR) (en anglès: Newark Liberty International Airport) o simplement Aeroport de Newark és un aeroport que dona servei a l'estat de Nova Jersey i la ciutat de Nova York. És gestionat per l'Autoritat Portuària de Nova York i Nova Jersey, juntament amb l'Aeroport Internacional John F. Kennedy i l'Aeroport LaGuardia. Està situat entre les ciutats de Newark i Elizabeth, al nord de l'estat de Nova Jersey i a 24 km de Midtown Manhattan.
Newark està entre els 30 aeroports més ocupats del món i és el 14è dels Estats Units, amb unes xifres de més de 33 milions de passatgers que va gestionar durant l'any 2009. A més, és el centre de connexions més important de United Airlines.

## Història
Va ser inaugurat l'1 d'octubre del 1928 en una espai de seixanta-vuit hectàrees de zones humides i ràpidament va esdevenir el primer aeroport mundial del moment, fins a l'obertura de l'aeroport internacional LaGuardia el 1939. Durant la Segona Guerra Mundial, el Cos Aeri de l'Exèrcit dels Estats Units va ocupar l'aeroport. El 1948, l'Autoritat Portuària de Nova York i Nova Jersey es va apoderar de l'aeroport i va fer importants inversions: va construir noves pistes, una terminal, una torre de control i un centre de transport de mercaderies. L'Admninistration Building en estil art-déco, que ara està registrat en el Registre Nacional de Llocs Històrics des de 1979, serveix com a terminal principal per als viatgers fins a l'obertura de la Terminal Nord el 1953. Durant la dècada de 1970, amb l'augment del trànsit aeri, es va dur a terme la construcció de les terminals A, B i C i l'aeroport va ser anomenat Aeroport Internacional de Newark. El 1984, Virgin Atlantic va començar a volar des de Newark a Londres per competir amb l'Aeroport Internacional John F. Kennedy. El 1987, la Terminal Nord va ser enderrocada per donar pas a les instal·lacions de transport de mercaderies. El 1996, comença a funcionar l'AirTrain Newark, el monorail que connecta l'aeroport amb la seva estació de ferrocarril. L'1 de març del 2001, Continental Airlines llança el vol comercial sense escales més llarg del món entre Newark i Hong Kong en un temps de 15h 50min. L'11 de setembre del 2001, amb els atemptats terroristes al World Trade Center de Nova York, el vol 93 de United Airlines va enlairar-se de Newark i uns minuts després es va estavellar a la localitat de Shanksville, a l'estat de Pennsilvània. El 24 de juny de 2004, Singapore Airlines fa el rècord de vol comercial sense escales més llarg del món entre els aeroports de Newark i Singapur amb un temps de 18h 40min. El 15 de juny de 2005, Continental Airlines inicia vols diaris entre Newark i Beijing i, l'1 de novembre de 2005, amb Nova Delhi. El 26 de març de 2009, Continental Airlines inaugura servei diari entre Newark i Shanghai.

## Terminals
L'Aeroport Internacional de Newark-Liberty disposa de tres terminals de passatgers. Les terminals A i B es varen completar el 1973 i tenen quatre nivells. Al quart pis s'hi poden trobar els comptadors de tiquets, al tercer pis les portes d'embarcament i les botigues, al segon pis una sala d'arribades internacionals (terminal B) i les cintes de recollida d'equipatges (terminals A i B) i finalment, al primer pis, s'hi pot trobar un pàrquing de curta durada i altres zones restringides. La terminal C, completada el 1988, té dos nivells destinats als taulells de facturació. Les portes d'embarcament i les botigues es troben en un entresòl entre els dos pisos destinats al check-in. Del 1998 al 2003, la terminal va ser renovada.

## Aerolínies i destinacions
| Companyia                                               | Destinacions | Terminal |
| ------------------------------------------------------- | --- | -------- |
| Air Canada                                              | Calgary, Toronto-Pearson, Vancouver | A        |
| Air Canada Jazz                                         | Montréal-Trudeau, Toronto-Pearson | A        |
| Air France                                              | París-Charles de Gaulle | B        |
| Air India                                               | Bombai | B        |
| Alaska Airlines                                         | Seattle/Tacoma | B        |
| Alitalia                                                | Roma-Fiumicino | B        |
| American Airlines                                       | Chicago-O'Hare, Dallas/Fort Worth, Los Angeles, Miami | A        |
| American Eagle                                          | Chicago-O'Hare | A        |
| British Airways                                         | Londres-Heathrow | B        |
| Continental Airlines                                    | Aguadilla, Amsterdam, Anchorage, Antigua, Aruba, Atenes, Atlanta, Austin, Barcelona, Belfast-International, Berlín-Tegel, Bermuda, Birmingham (Regne Unit), Bogotà, Bombai, Boston, Brussel·les, el Caire, Cancun, Caracas, Charlotte, Chicago-O'Hare, Cleveland, Copenhaguen, Curaçao, Dallas/Fort Worth, Delhi, Denver, Dublín, Edimburg, Fort Lauderdale, Fort Myers, Frankfurt, Ginebra, Glasgow-International, Guatemala, Hamburg, Hong Kong, Honolulu, Houston-Intercontinental, Jacksonville (Florida), Las Vegas, Lima, Lisboa, Londres-Heathrow, Los Angeles, Madrid, Manchester (Regne Unit), Mexico City, Miami, Milà-Malpensa, Montego Bay, Múnic, Nassau, Nova Orleans, Orange County, Orlando, Oslo-Gardermoen, Panama City, París-Charles de Gaulle, Pequín-Capital, Phoenix, Port-au-Prince, Port of Spain, Providenciales, Portland (Oregon), Puerto Plata, Puerto Vallarta, Punta Cana, Raleigh/Durham, Roma-Fiumicino, St. Maarten, St. Thomas, San Antonio, San Diego, San Francisco, San José de Costa Rica, San José del Cabo, San Juan, San Pedro Sula, San Salvador, Santo Domingo, São Paulo-Guarulhos, Seattle/Tacoma, Shannon, Estocolm-Arlanda, Tampa, Tel-Aviv, Tòquio-Narita, West Palm Beach, Xangai-Pudong, Zuric de temporada: Acapulco, Belize City, Bonaire, Cozumel, Eagle/Vail, Grand Cayman, Hayden/Steamboat Springs, Liberia, Montrose, Myrtle Beach, Roatán, Vancouver | C        |
| Continental Connection operat per Colgan Air            | Albany, Boston, Buffalo, Burlington, Columbus, Greensboro, Halifax, Montréal-Trudeau, Norfolk, Ottawa, Pittsburgh, Portland, Providence, Raleigh/Durham, Rochester, Toronto-Pearson, Washington-Reagan de temporada: Myrtle Beach | C        |
| Continental Connection operat per CommutAir             | Albany, Harrisburg, Hartford, Ithaca, Philadelphia, Syracuse, Washington-Dulles, Wilkes-Barre/Scranton de temporada: Mont-Tremblant, Nantucket | C        |
| Continental Express operat per ExpressJet Airlines      | Albany, Asheville, Atlanta, Baltimore, Boston, Buffalo, Burlington (VT), Charleston (SC), Charlotte, Chicago-O'Hare, Cincinnati/Northern Kentucky, Columbus (OH), Dayton, Des Moines, Detroit, Fayetteville (AR), Grand Rapids, Green Bay, Greensboro, Greenville/Spartanburg, Halifax, Indianapolis, Jacksonville, Kansas City, Knoxville, Little Rock, Louisville, Madison, Manchester (NH), Memphis, Milwaukee, Minneapolis/St. Paul, Moncton, Montréal-Trudeau, Nashville, Norfolk, Oklahoma City, Omaha, Ottawa, Pittsburgh, Providence, Québec City, Raleigh/Durham, Richmond, Rochester (NY), St. John's, St. Louis, Savannah, Syracuse, Toronto-Pearson, Tulsa, Washington-Dulles, Washington-Reagan | A, C     |
| Delta Air Lines                                         | Amsterdam, Atlanta, Detroit, Minneapolis/St. Paul, Salt Lake City | B        |
| Delta Connection operat per Atlantic Southeast Airlines | Cincinnati/Northern Kentucky, Detroit, Memphis | B        |
| Delta Connection operat per Comair                      | Cincinnati/Northern Kentucky, Detroit, Memphis | B        |
| Delta Connection operat per Compass Airlines            | Minneapolis/St. Paul | B        |
| Delta Connection operat per Mesaba Airlines             | Memphis | B        |
| Delta Connection operat per Pinnacle Airlines           | Detroit | B        |
| Direct Air operat per Dynamic Airways                   | de temporada: Myrtle Beach | B        |
| El Al                                                   | Tel-Aviv | B        |
| Eurowings                                               | Düsseldorf (comença l'1 de desembre del 2018) | -        |
| EVA Air                                                 | Taipei-Taoyuan | B        |
| Frontier Airlines operat per Chautauqua Airlines        | Milwaukee | A        |
| Iceland Express operat per Astraeus                     | Reykjavík-Keflavík | B        |
| Jet Airways                                             | Bombai, Brussel·les | B        |
| JetBlue Airways                                         | Boston, Fort Lauderdale, Fort Myers, Orlando, Tampa, West Palm Beach | A        |
| La Compagnie                                            | París-Orly | -        |
| Level                                                   | París-Orly | -        |
| LOT Polish Airlines                                     | Varsòvia de temporada: Cracòvia, Rzeszów | B        |
| Lufthansa                                               | Düsseldorf, Frankfurt, Múnic | B        |
| Norwegian Air Shuttle                                   | París-Orly | -        |
| OpenSkies                                               | París-Orly | B        |
| Porter Airlines                                         | Toronto-Billy Bishop | B        |
| Scandinavian Airlines                                   | Copenhagen, Oslo-Gardermoen, Estocolm-Arlanda | B        |
| Singapore Airlines                                      | Singapur | B        |
| Southwest Airlines                                      | Baltimore, Chicago-Midway, Denver, Houston-Hobby, Phoenix, St. Louis | A        |
| Swiss International Air Lines operat per PrivatAir      | Zuric | B        |
| TAP Portugal                                            | Lisboa, Porto | B        |
| United Airlines                                         | Chicago-O'Hare, Denver, San Francisco | A        |
| United Express operat per ExpressJet Airlines           | Washington-Dulles | A        |
| United Express operat per GoJet Airlines                | Washington-Dulles | A        |
| United Express operat per Shuttle America               | Atlanta, Buffalo, Charlotte, Detroit, Indianapolis, Jacksonville, Minneapolis/St. Paul, Omaha, Pittsburgh, Raleigh/Durham, St. Louis | A        |
| United Express operat per Trans States Airlines         | Washington-Dulles | A        |
| US Airways                                              | Charlotte, Phoenix | A        |
| US Airways Express operat per Mesa Airlines             | Charlotte | A        |
| US Airways Express operat per Piedmont Airlines         | Filadèlfia | A        |
| Virgin Atlantic Airways                                 | Londres-Heathrow | B        |
| WestJet                                                 | de temporada: Calgary | A        |